# Sinigrin
Sinigrin ist ein Senfölglycosid, das unter anderem im Schwarzen Senf sowie im Meerrettich enthalten ist.
Es ist in vielen Pflanzen der Kreuzblütlerfamilie eine der Ursprungssubstanzen für den scharfen Geschmack, der beim Zerstören von Zellmembranen durch Fraß oder Verzehr empfunden wird und als ein Selbstschutz der Pflanze verstanden werden kann.

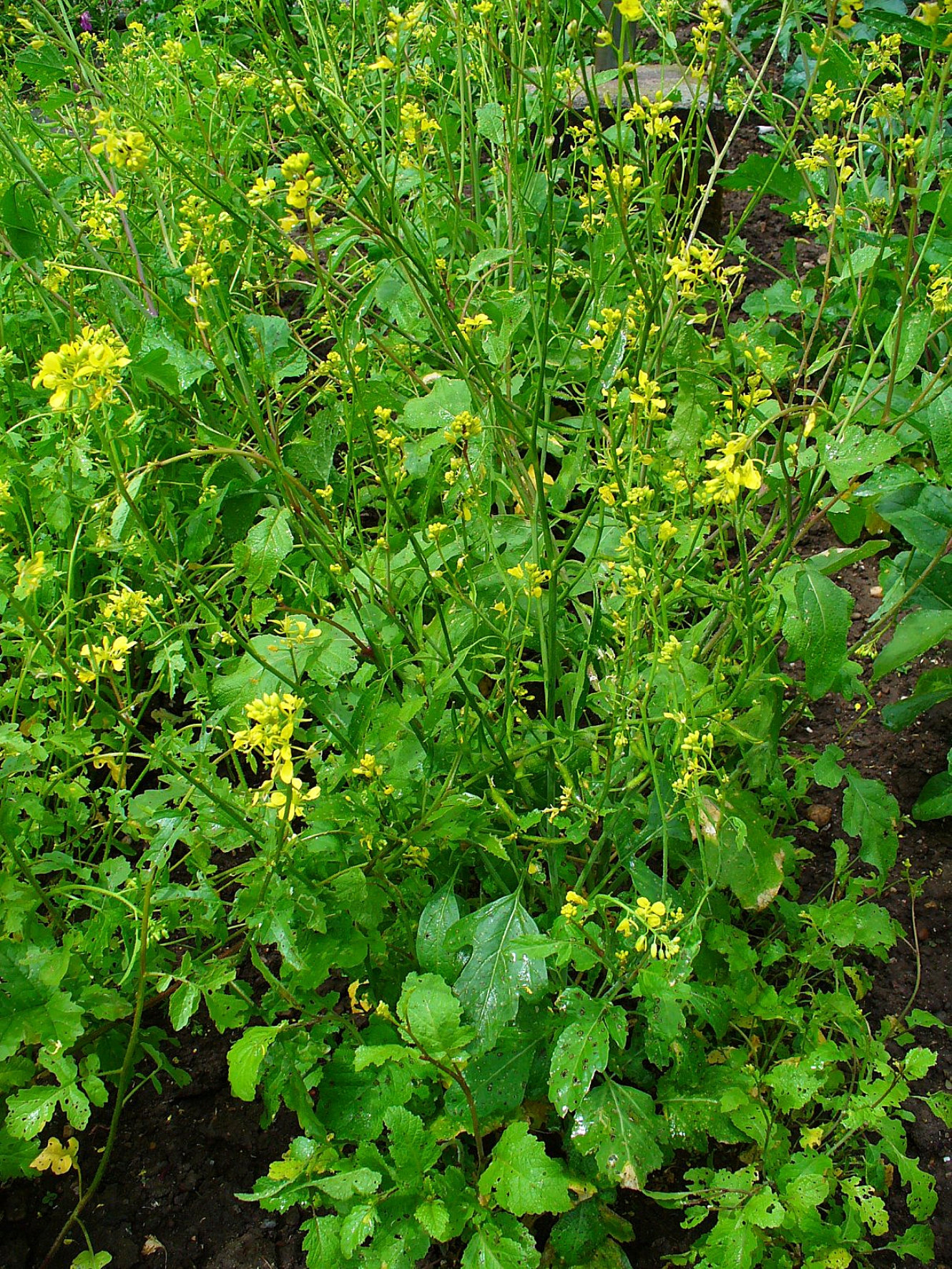
Schwarzer Senf (Brassica nigra)

Schwarzer Senf (Brassica nigra) enthält besonders viel Sinigrin, auch einige Orientalsorten des Braunen Senfs (Brassica juncea) weisen hohe Gehalte auf.

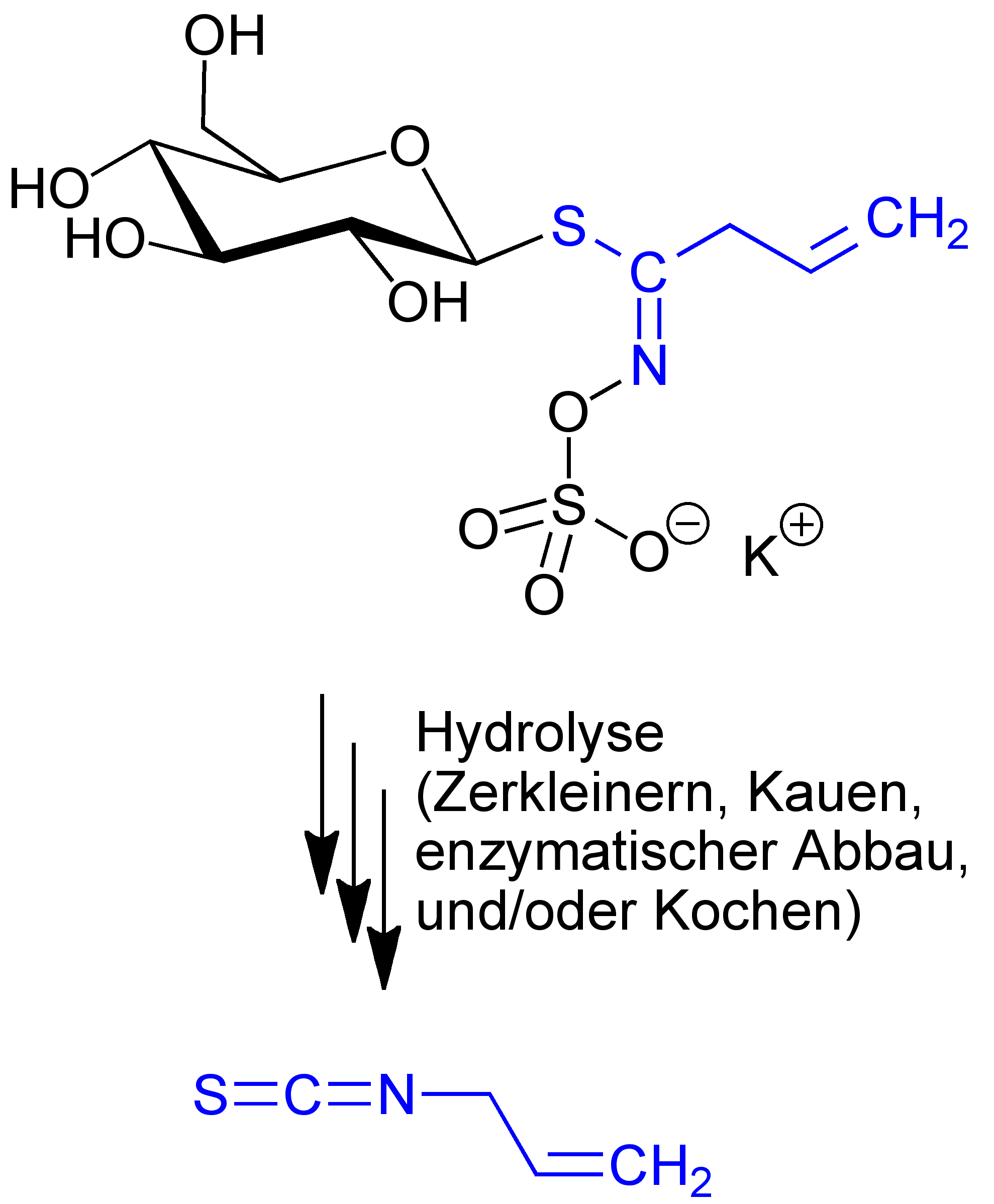
Allylisothiocyanat (unten, blau markiert) bildet sich bei der Hydrolyse von Sinigrin.

Aus Sinigrin wird durch Einwirkung des Enzyms Myrosinase, das in der Zelle der Pflanze an anderer Stelle gespeichert ist, unter Abspaltung von Glucose das Allylisothiocyanat freigesetzt, das Träger des scharfen Geschmacks ist. Dieser Stoff wird auch als Allylsenföl therapeutisch verwendet, ist aber auf Dauer nicht stabil und wird in wässrigem Medium weiter abgebaut, u. a. zu Allylamin, das Haut und Augen reizt.
Im Mund freigesetztes Allylisothiocyanat ruft auch im Rachen und in der Nase einen Sinneseindruck von Schärfe hervor, anders als das aus Sinalbin, enthalten in Weißem Senf (Sinapis alba), gebildete 4-Hydroxybenzylisothiocyanat, das einen deutlich niedrigeren Dampfdruck hat.